# Hof bei Straden
El municipio de Hof bei Straden se encuentra ubicado en el Distrito de Südoststeiermark, en el sureste de Estiria. Por aquí atraviesa la carretera estatal 66 y pertenece al distrito político de Radkesburg y cuenta con más de 320 hogares.

## Historia
Es probable que los primeros pobladores se establecieran en el período del Neolítico, alrededor del año 8000 a. C., con las primeras culturas agrarias que poblaron densamente la región. En el siglo XIX se descubrieron 32 túmulos pertenecientes a la época de los romanos.
Alrededor del año 15 a. C., el reino celta de Noricum fue incorporado al Imperio Romano y se formaron nuevos asentamientos de los que se conocería su existencia por los túmulos del suroeste de Estiria. Estos túmulos tenían restos de huesos, vidrios rotos, clavos de hierro, una piedra de molino rota, ladrillos con inscripciones, cerámicas y una moneda de la época de Domiciano.
Aproximadamente entre 1220 y 1230 se menciona por primera vez a Alta Karla (Oberkarla), como "Secundo Char", en referencia a quién era el soberano de las tierras en ese momento.
Posiblemente desde el siglo XIV hubo cultivos en Neusetz. Radochen posiblemente tenga su raíz etimológica en el eslavo "Radon" o "Radole", dejando lugar a pensar en asentamientos mucho más antiguos que las demás subdivisiones y es el sitio en el que se crearon extensos viñedos.
Los tiradores, junto con los castillos con torres y los tribunales militares, eran creados para brindar protección contra los enemigos en cercanías a las aldeas. En 1492, Unterkarla ingresó en el feudo de Heinrich Nägelsberger. La zona alrededor de Straden no era exitosamente protegida, por ello, en el año 1605 existieron varios ataques de los rebeldes húngaros a nivel local, causando en 1664 un daño general a la región con granjas quemadas o saqueadas y con la población asesinada o secuestrada.
Recién en el siglo XVIII el pueblo se ampliaría considerablemente. Neusetz para el año 1750 contaba con 14 granjas y nuevas viviendas.

## Geografía
El municipio de Hof bei Straden se subdivide en 4, cuya fusión data del año 1968, ellos son: Hof, Karla, Neusetz y Radochen. Tiene un clima mediterráneo.

## Economía
Principalmente, el municipio es de tipo agrícola, con cultivos dominantes como los viñedos además de cultivar calabazas y maíz. También se pueden encontrar cultivos de cereales y de colza y sus típicas regiones de hortalizas.
En el año 2009 se creó una microrregión (KEK) en conjunto con los municipios de Hof bei Straden, Stainz bei Straden y Krusdorf; los cuales cooperan en áreas como salud, energía, infraestructura, economía regional y administración a través de proyectos conjuntos.

### Turismo
El turismo se encuentra enfocado en la sustentabilidad y la recreación desde una óptica de turismo comunitario. Tienen un lema "Was hier wächst, hat Wert" (que significa "Lo que crece aquí, tiene valor") que repercute sobre todo, en el área alimenticia, con vinos famosos y aceite de semillas de calabaza. El municipio además forma parte de la Red Natura 2000 (Natura-2000-Schutzgebiet) y parte de la región volcánica, dicen que la región posee cualidades curativas especialmente para personas con reumatismo, y existe una fuente de aguas curativas, la Johannisbrunnen.

## Cultura
El tabernáculo Bildstock es un ejemplar del gótico tardío ubicado en los límites del municipio. Posee una inscripción de 1514 con un tallo poligonal trenzado con barras redondeadas, albergando una pequeña imagen de Cristo estimada en el año 1800.
En Hof bei Straden existe el «Museo de la Nostalgia», que contiene objetos rurales al aire libre y en vivo. Con aperos de labranza del siglo pasado, una cocina, un espacio de trabajo, tractores y maquinaria agrícola.
El "Teens Fun Hall" es un área de esparcimiento creada en el último piso de la municipalidad que se encuentra equipada con computadoras con acceso a Internet, billar y fútbol de mesa, que es administrado desde el año 2005 por voluntarios.
En cuanto a lo vinculado con lo religioso, los Amigos de los Niños brindan todos los Sábados Santos huevos de Pascua para los niños que allí se acerquen. Para Navidad, se realiza pan de jengibre y paseos a caballo recordando a San Nicolás, un pesebre para la Virgen María y San José. El grupo de embellecimiento local realiza decoraciones florales en los puentes de la ciudad.